# Älgsjön, Bohuslän
Älgsjön är en sjö i Strömstads kommun i Bohuslän och ingår i Strömsån-Enningdalsälvens kustområde. Sjön är 14 meter djup, har en yta på 0,3 kvadratkilometer och befinner sig 31,6 meter över havet.

## Delavrinningsområde
Älgsjön ingår i det delavrinningsområde (655439-124663) som SMHI kallar för Mynnar i havet. Medelhöjden är 55 meter över havet och ytan är 5,63 kvadratkilometer. Det finns inga avrinningsområden uppströms utan avrinningsområdet är högsta punkten. Avrinningsområdets utflöde mynnar i havet. Avrinningsområdet består mestadels av skog (86 %). Avrinningsområdet har 0,3 kvadratkilometer vattenytor vilket ger det en sjöprocent på 5,3 %.